# Pernil dolç

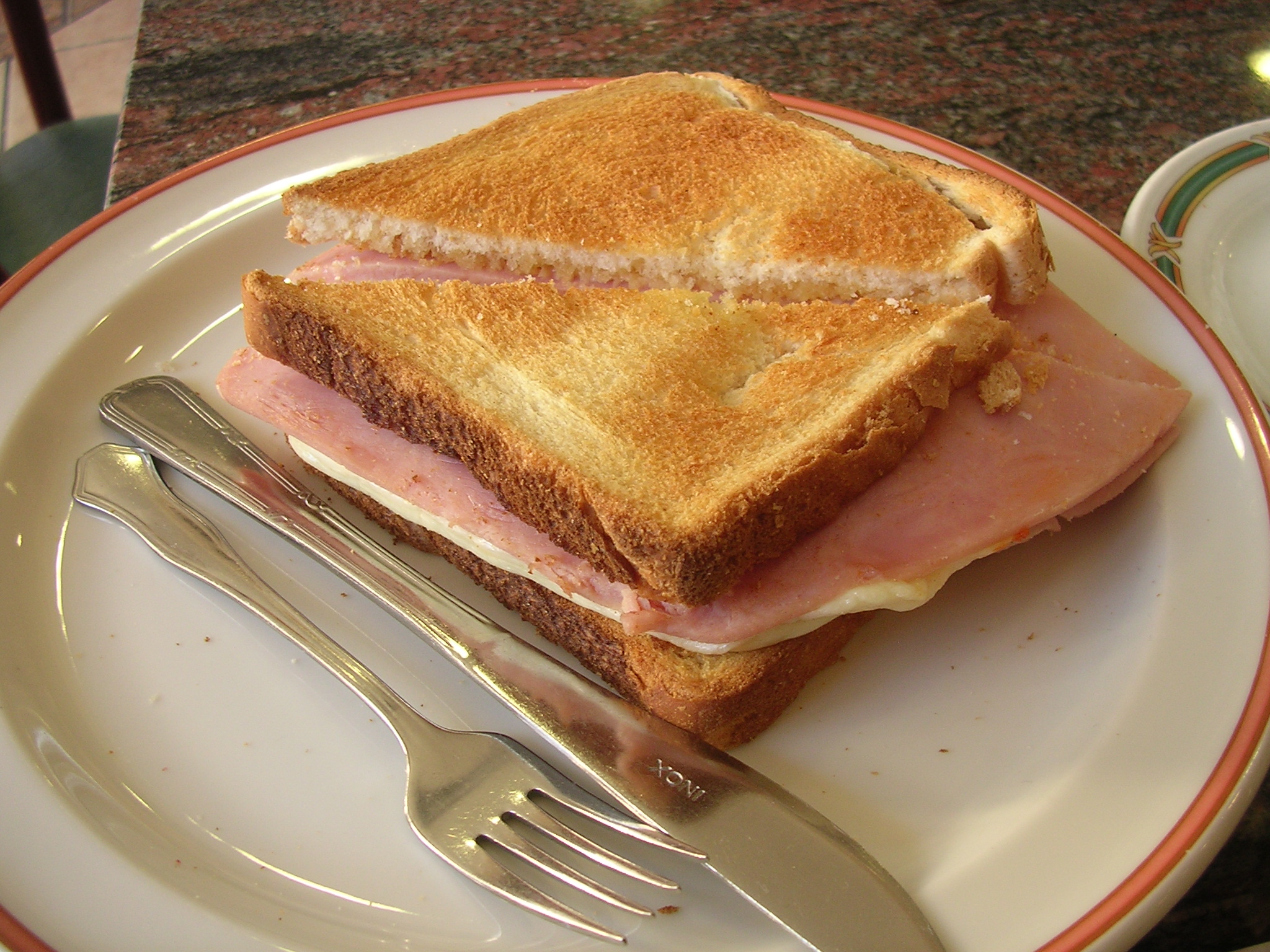
El bikini és un tipus d'entrepà típic els components habituals del qual són el pernil dolç i el formatge.

El pernil dolç (o pernil cuit per calc del castellà), és un pernil, ço és un embotit cuit, derivat carni del porc. És característic el seu color rosat i un gust més suau que el d'altres pernils. Està format per una única peça o bloc, fet de carn picada de magre i greix animal, al qual s'injecta sal en gran quantitat mitjançant un procés conegut com a injecció.
Si bé es pot prendre sense cuinar, en talls o en entrepà, hi ha un bon nombre de receptes que el fan servir en rostits, o fregits.
N'hi ha una variant anomenada pernil cuit fumat (també anomenat simplement pernil fumat), el qual té un gust característic una mica més fort.

## Història
El pernil cuit prové del lloc amb el que s'anomena en altres llengües, des del qual es va popularitzar, la localitat de York. La forma que utilitzava Robert Burrow Atkinson en la seva carnisseria de Blossom Street per curar el pernil es va fer tan popular que, ràpidament, els visitants van exportar el nom i, en altres localitats britàniques, demanaven pernil curat a l'estil de York.